# Rags Brook
Der Rags Brook ist ein Wasserlauf in Hertfordshire, England. Er entsteht in Goff’s Oak und fließt in östlicher Richtung bis zu seiner Mündung in den Turnford Brook in Turnford.